# Krakel Orakel
Krakel Orakel ist ein kooperatives Party- und Zeichenspiel der Entwicklergruppe 7 Bazis, das 2024 beim deutschen frechverlag erschienen ist. Das Spiel wird vom Verlag selbst als „das Zeichenspiel für alle, die nicht zeichnen können“ beschrieben. Es wurde 2025 neben Bomb Busters und Flip 7 für den Kritikerpreis Spiel des Jahres nominiert.

## Thema und Ausstattung
Bei Krakel Orakel versuchen die Mitspieler vorgegebene Begriffe auf einer Tafel so zu zeichnen, dass ihre Mitspieler das Ergebnis dem Begriff zuordnen können. Die Tafel ist mit einem unregelmäßigen Punktlinienmuster bedruckt, die der Spieler als Vorlage für sein eigenes Bild nutzen muss. Die Spieler spielen kooperativ, versuchen also gemeinsam alle Bilder zuzuordnen und so das Spiel zu gewinnen.
Das Spielmaterial besteht neben einer Spielanleitung aus acht Zeichentafeln, acht Filzstiften und 240 Begriffskarten, auf denen sich jeweils zwei Begriffe in zwei Schwierigkeitsstufen befinden.

## Spielweise
Zu Beginn des Spiels bekommt jeder Spieler eine Zeichentafel und einen Stift. Die Begriffskarten werden gemischt und als verdeckter Stapel in die Tischmitte gelegt. Gemeinsam einigen sich die Spieler darauf, ob sie mit den leichten oder die schwierigeren Begriffen spielen wollen.
Jeder Spieler bekommt eine Begriffskarte und schaut sich den zu zeichnenden Begriff an. Danach hat jeder 2 Minuten Zeit, um den Begriff auf der Zeichentafel zu malen („krakeln“), wobei die vorgegebenen Punktlinien genutzt werden müssen. Der Spieler darf sich eine Seite der Tafel und auch die Ausrichtung aussuchen und es dürfen auch mehrere nicht verbundene Objekte auf einer Tafel gezeichnet werden. Verboten sind Buchstaben und Zahlen. Wenn ein Spieler fertig ist, dreht er die Tafel so, dass sie alle Mitspieler sehen können und legt seinen Stift an die Unterseite des Bildes. Wenn der Timer abgelaufen ist, müssen alle Mitspieler ihre Bilder beendet haben.
Die verteilten Begriffskarten werden eingesammelt und durch die gleiche Anzahl neuer Karten vom Nachziehstapel ergänzt. Diese Karten werden gemischt und offen in die Tischmitte gelegt. Reihum schließen nun alle Spieler jeweils einen Begriff aus, der ihrer Meinung nach nicht gemalt wurde, und drehen die Karte entsprechend um. Die Entscheidung muss der Spieler dabei allein treffen und er darf auch keine Hinweise auf Fehler von den anderen Mitspielern bekommen. Die verbliebenen Karten werden nun mit den gezeichneten Bildern abgeglichen und jeder Spieler gibt bekannt, was er gemalt hat. Alle offenen Karten, zu denen es kein gemaltes Bild gibt, werden als Stapel beiseite gelegt und zählen als Fehlerkarten.
Das Spiel endet nach vier Runden oder wenn bereits in einer vorhergehenden Runde mehr Fehlerkarten als Mitspieler vorhanden sind. Das Team gewinnt, wenn es nach vier Runden maximal so viele Fehlerkarten gesammelt hat, wie es Mitspieler gibt; andernfalls verlieren sie das Spiel.

## Entwicklung und Rezeption
Das Spiel Krakel Orakel wurde von einer Entwicklergruppe mit dem Namen 7 Bazis entwickelt und 2024 von dem deutschen frechverlag veröffentlicht. Bereits im Folgejahr erschienen zwei weitere Auflagen des Spiels.
Das Spiel wurde auf mehreren Plattformen positiv bewertet. Udo Bartsch bezeichnet das Spiel in seinem Blog „Rezensionen für Millionen“ als „reizvoll“ und als „Wohlfühlspiel, selbst wenn man sich beim Malen normalerweise nicht so wohlfühlt.“ Nach seinem Verständnis sind die vorgegebenen Linien „die entscheidende Zutat. Sie schränken einerseits meine Freiheit beim Malen ein. Andererseits inspirieren sie auch.“ Nach Harald Schrapers ist die Vorgabe, „dass man hier an vorgegebenen und willkürlichen Linien entlangzeichnet, […] keine Hilfe.“ Er kritisiert das „Pflichtpokerface“, dass man in der Endphase aufbringen muss und das „irgendwie der Idee eines kommunikativen Spiels“ widerspricht, resümiert aber: „Wer diese Geduld aufbringt, wird Krakel Orakel mögen. Zumal die Begeisterung groß ist, wenn die Gruppe viel oder sogar alles erkannt hat, und man stolz darauf sein kann, wenn das eigenen Gekrakel von den Mitspielenden dem richtigen Begriff zugeordnet wurde.“
Im Mai 2025 wurde Krakel Orakel gemeinsam mit den Spielen Bomb Busters und Flip 7 für das Spiel des Jahres nominiert. Die Jury begründet ihre Einschätzung wie folgt:

„Bei „Krakel Orakel“ muss man nicht gut malen können, sondern Ideen entwickeln. Das Kritzeln macht gute Laune. Im Wirrwarr der gepunkteten Linien entsteht Kreativität oft von allein. Man entwickelt Werkstolz für die eigene Skizze und zollt den Arbeiten der anderen Anerkennung. Das verbindet. Als Gruppe freut man sich über die gelungene Galerie.“

## Belege
1. 1 2 3 4 5 6  Spielanleitung Krakel Orakel, frechverlag 2024
2. ↑  Krakel Orakel, Versionen bei BoardGameGeek. Abgerufen am 3. Juni 2025.
3. ↑  Udo Bartsch: Krakel Orakel, Rezension auf „Rezensionen für Millionen“, 28. Mai 2025; abgerufen am 3. Juni 2025.
4. ↑  Harald Schrapers: Krakel Orakel, Rezension auf „games we play“; abgerufen am 3. Juni 2025.
5. 1 2  Krakel Orakel auf der Website des Spiel des Jahres e.V.; abgerufen am 3. Juni 2025.